# Brahim Hadj Kacem
 (avril 2024).
La mise en forme du texte ne suit pas les recommandations de Wikipédia : il faut le « wikifier ».
Les points d'amélioration suivants sont les cas les plus fréquents. Le détail des points à revoir est peut-être précisé sur la page de discussion.
- Les titres sont pré-formatés par le logiciel. Ils ne sont ni en capitales, ni en gras.
- Le texte ne doit pas être écrit en capitales (les noms de famille non plus), ni en gras, ni en italique, ni en « petit »…
- Le gras n'est utilisé que pour surligner le titre de l'article dans l'introduction, une seule fois.
- L'italique est rarement utilisé : mots en langue étrangère, titres d'œuvres, noms de bateaux, etc.
- Les citations ne sont pas en italique mais en corps de texte normal. Elles sont entourées par des guillemets français : « et ».
- Les listes à puces sont à éviter, des paragraphes rédigés étant largement préférés. Les tableaux sont à réserver à la présentation de données structurées (résultats, etc.).
- Les appels de note de bas de page (petits chiffres en exposant, introduits par l'outil «  Source ») sont à placer entre la fin de phrase et le point final[comme ça].
- Les liens internes (vers d'autres articles de Wikipédia) sont à choisir avec parcimonie. Créez des liens vers des articles approfondissant le sujet. Les termes génériques sans rapport avec le sujet sont à éviter, ainsi que les répétitions de liens vers un même terme.
- Les liens externes sont à placer uniquement dans une section « Liens externes », à la fin de l'article. Ces liens sont à choisir avec parcimonie suivant les règles définies. Si un lien sert de source à l'article, son insertion dans le texte est à faire par les notes de bas de page.
- La présentation des références doit suivre les conventions bibliographiques. Il est recommandé d'utiliser les modèles {{Ouvrage}}, {{Chapitre}}, {{Article}}, {{Lien web}} et/ou {{Bibliographie}}. Le mode d'édition visuel peut mettre en forme automatiquement les références.
- Insérer une infobox (cadre d'informations à droite) n'est pas obligatoire pour parachever la mise en page.

Pour une aide détaillée, merci de consulter Aide:Wikification.
Si vous pensez que ces points ont été résolus, vous pouvez retirer ce bandeau et améliorer la mise en forme d'un autre article.
Brahim Hadj Kacem (en arabe : براهيم حاج قاسم), né le 22 mai 1969 à Tlemcen, est un chanteur, musicien et interprète algérien de musique arabo-andalouse.

## Biographie

### Débuts à Tlemcen

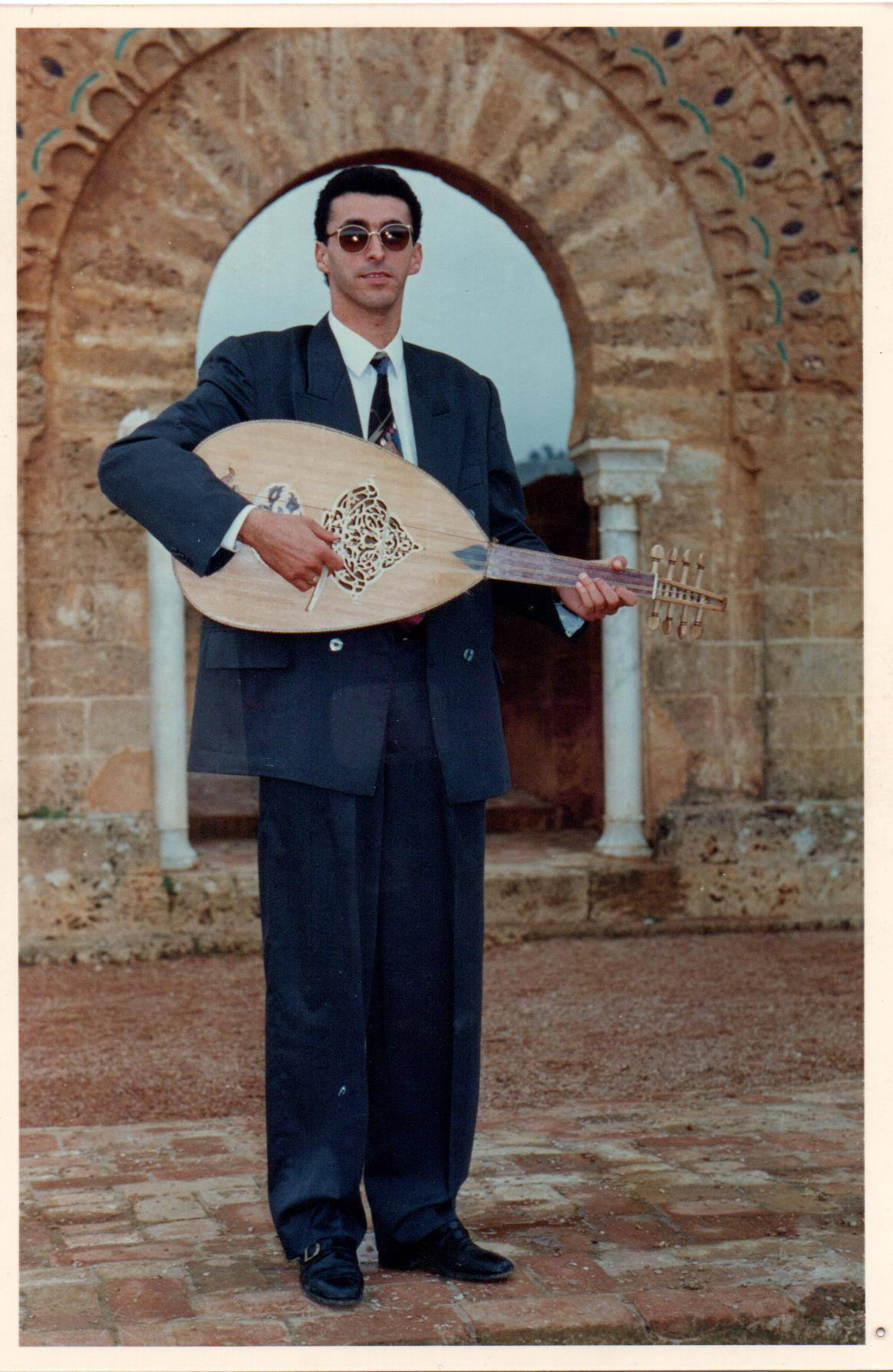
Brahim Hadj Kacem dans les années 1990 à Tlemcen, au pied de la mosquée de Mansourah.

Brahim Hadj Kacem est natif de la ville de Tlemcen, à l'ouest de l’Algérie, un des berceaux de la musique arabo-andalouse. Il grandit dans une famille de mélomanes. Très tôt, son oreille s’exerce à diverses sonorités, notamment grâce à une guitare que le père avait achetée quelques années auparavant. C’est à l'âge de neuf ans qu’il rejoint avec son frère Omar la chorale de l'Académie dirigée par Nouri Kouffi, où il joue du banjo. En 1984, leur frère aîné Mohammed inscrit ses frères à l'association Gharnata, leur permettant d’acquérir une formation en musique arabo-andalouse classique. Brahim Hadj Kacem apprend à jouer du violon à la maison et perfectionne sa maîtrise dès son entrée à l’association, devenant son instrument favori. C’est d’ailleurs derrière celui-ci qu’on le voit généralement sur scène.

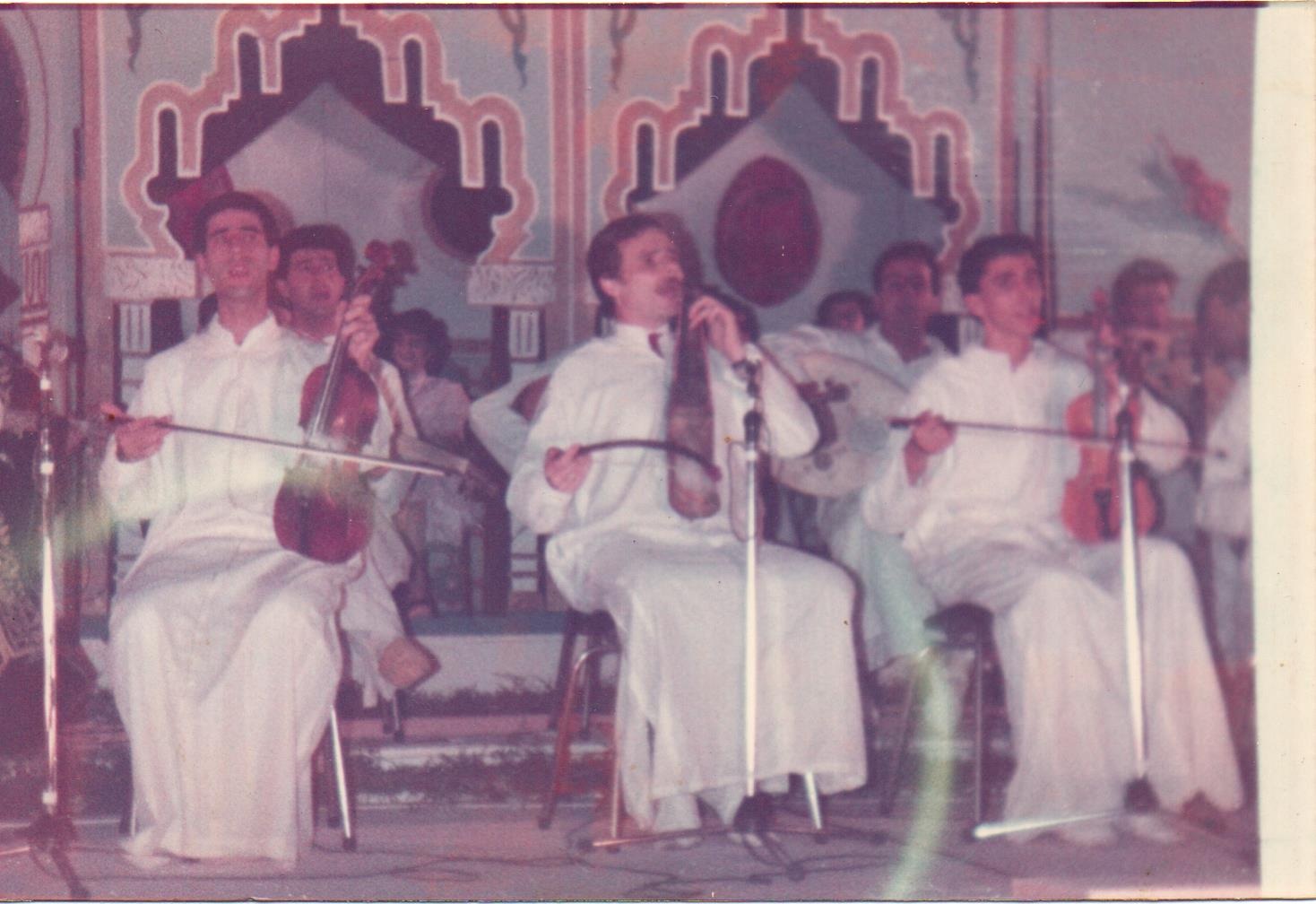
Brahim Hadj Kacem, à sa droite, son maître Cheikh Salah Boukli Hcène.

Il rejoint ensuite l’association El Kortobia, de 1985 à 1992, où il perfectionnera sa maîtrise musicale sous la baguette de son maître Cheikh Salah Boukli Hcène, tout en poursuivant ses études d’ingénieur.
De 1988 à 1989, il accompagne Tewfik Benghabrit au violon, lors de cérémonies de mariages.

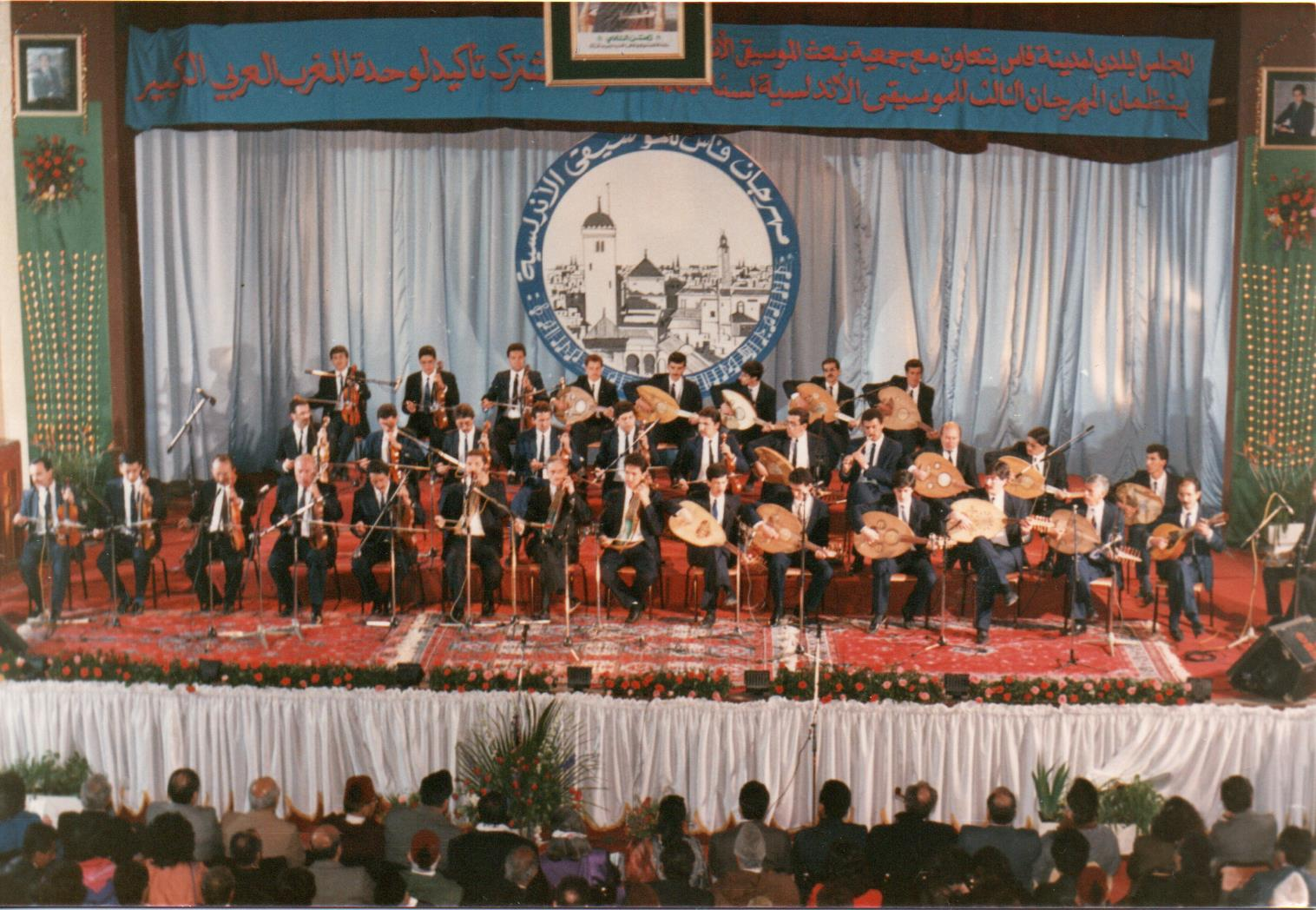
Le Grand Orchestre de Tlemcen lors du Festival de Musique Andalouse de Fès le 17 mars 1989 au Cinéma Empire.

De 1989 à 1992, Brahim Hadj Kacem est soliste vocal et instrumental au sein du Grand Orchestre de Tlemcen, regroupant les meilleurs musiciens de chaque association de la ville. Il se produit alors au Festival International de Fès en 1989.
L’artiste forme finalement son propre orchestre en 1990 avec ses frères Mohamed et Omar. En parallèle, il se forme à la culture musicale aissawia, en étant musicien au sein du groupe Nass Aissawa (Mejdoub).

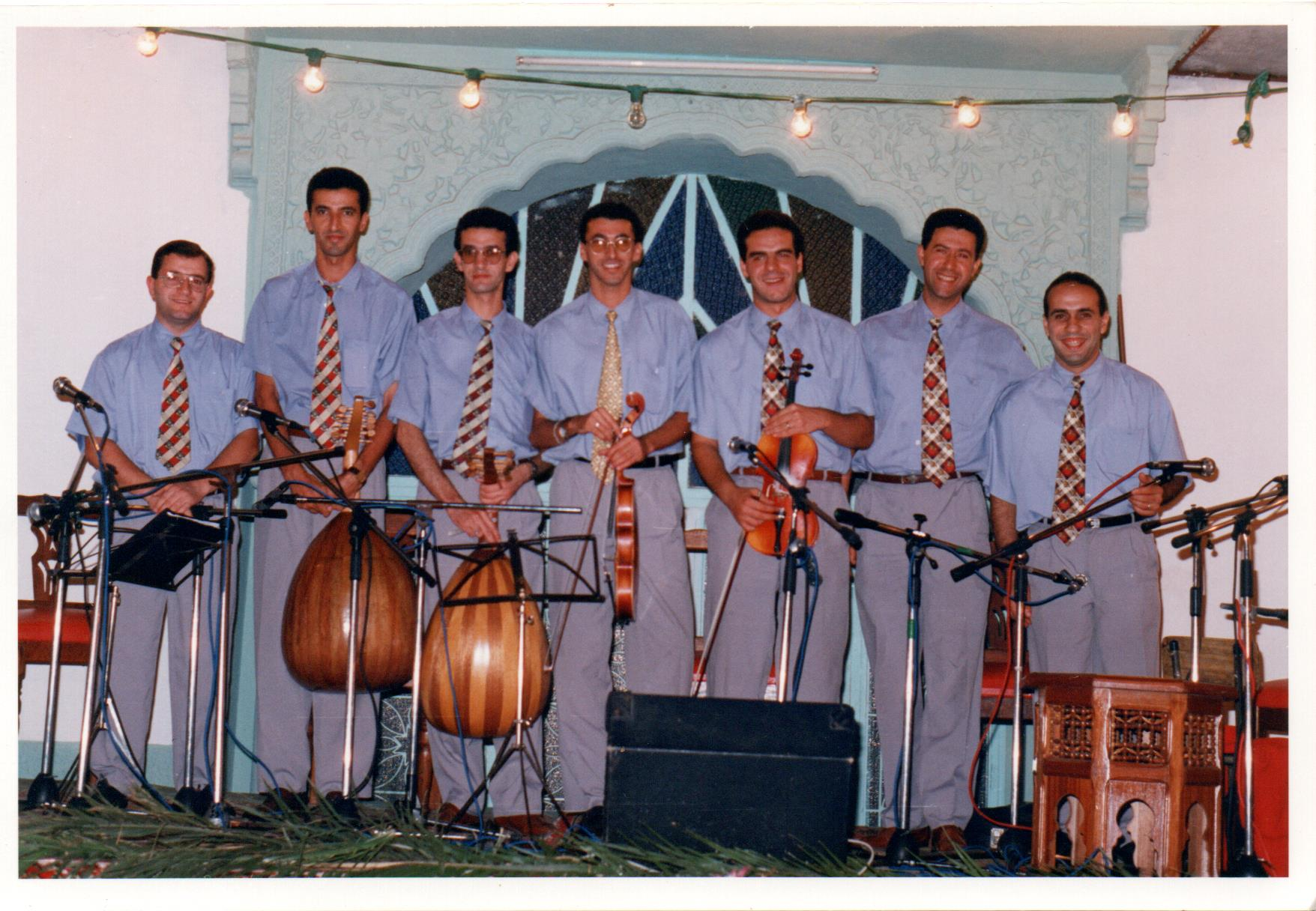
L'orchestre des frères Hadj Kacem à Tlemcen.

Il enregistre ensuite son premier album en 1993 intitulé “Hawzi Leryam”, qacida du Cheikh Bensahla. La même année, il obtient son diplôme d’ingénieur d’état et enchaîne par la suite plusieurs enregistrements à la télévision nationale. C’est pendant la décennie noire que l’artiste se fait connaître sur la scène musicale nationale. En raison du contexte, il était impossible pour les artistes algériens de se produire dans des événements publics et officiels. C’est pourquoi durant cette période, Brahim Hadj Kacem n'animait que les mariages à Tlemcen, Oran, Alger..
En 2003, l’artiste se produit pour la première fois en France, au siège de l’UNESCO à Paris, dans le cadre de l’Année de l’Algérie en France.

### Arrivée en France
En 2004, Brahim Hadj Kacem s’installe en France. Il commence au sein de l’association ZY’VA à Nanterre, qui encadre les jeunes et propose des cours de soutien scolaire. Il se découvre alors une passion pour l’enseignement des mathématiques et devient professeur certifié du second degré.
Dans l'objectif de préserver le patrimoine andalou, il donne des cours de chant au sein de l’association El Maqam à Lille de 2005 à 2007. Puis il crée sa propre association nommée Nouba, où il enseigne la langue arabe par le biais de la musique arabo-andalouse jusqu’en 2015. Ces cours étaient proposés dès l'âge de 6 ans, et étaient animés au sein du Centre d’Animation Dunois, situé dans le 13e arrondissement de Paris.
Par la suite, l’artiste gagne très vite en notoriété et devient célèbre pour ses interprétations de Hanina, El Attar, El Kaoui, La Ilah Ila Lah, Sokna Amer bellah…
À partir de décembre 2010 il choisit de ne plus animer les mariages, devenant un réel artiste de scène.

### Vie privée
Brahim Hadj Kacem est marié depuis 1999 et est le père de 3 enfants.

## Carrière musicale
Brahim Hadj Kacem est aujourd'hui un artiste international, qui a animé de nombreux concerts et festivals dans de prestigieuses salles.
En Algérie, à plusieurs reprises à l'Opéra d'Alger,, dans les Théâtres ainsi que dans des festivals tels que

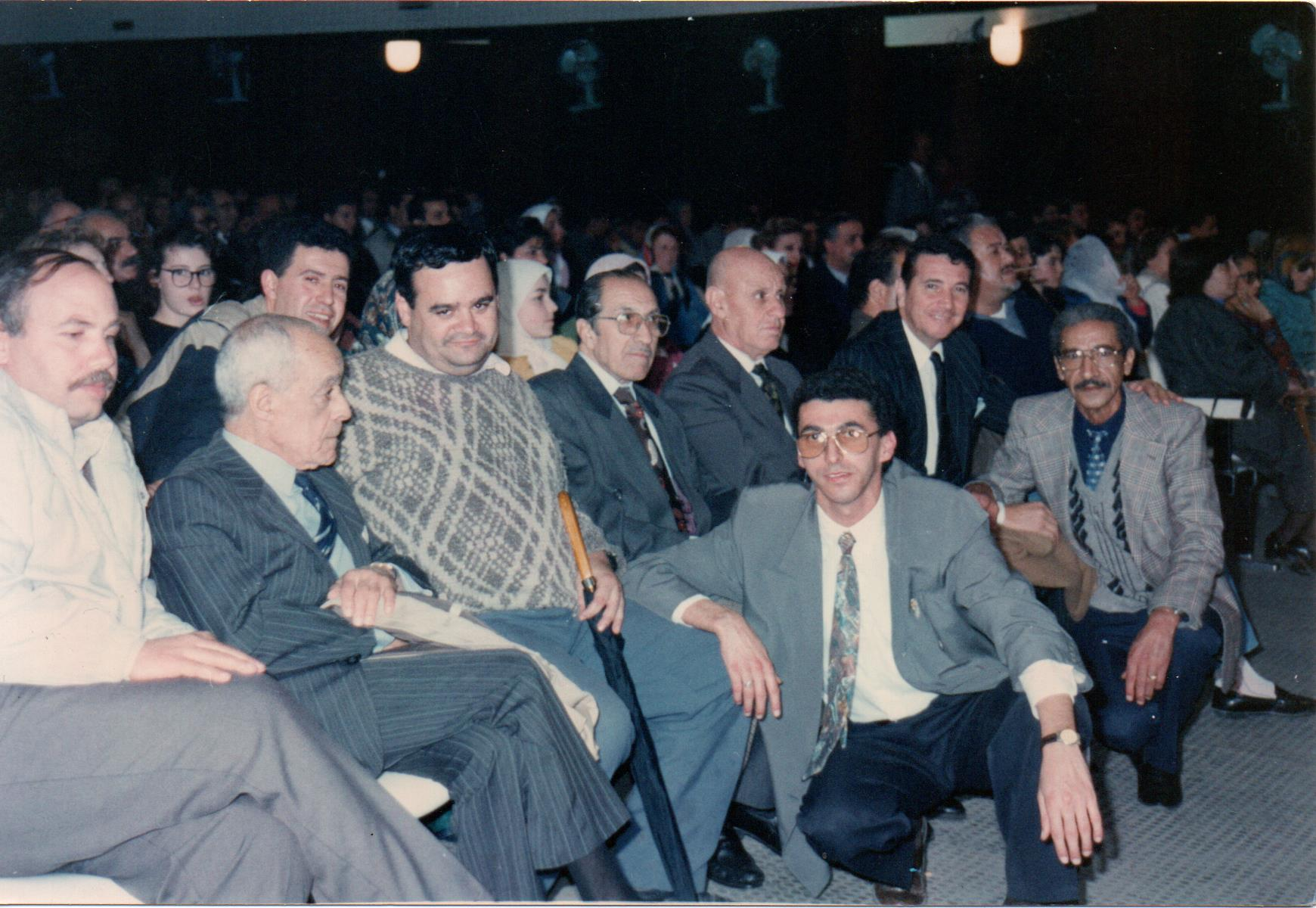
Brahim Hadj Kacem et son père, aux côtés notamment de Mustapha Skandrani, Sid Ahmed Serri et Hamdi Benani.

En France, au siège de l'UNESCO en 2003, au Théâtre des Champs Elysées lors du Festival des Musiques Sacrées, à plusieurs reprises à l'Institut du Monde Arabe, et au Centre Culturel Algérien,, au Théâtre du Gymnase Marie-Bell...
Au Maroc, en participant au Festival de Gharnati de Oujda en Juin 2006, en fusion avec l’Association Ahbab Cheikh Salah d’Oujda et l’Orchestre de Tétouan. Il va notamment représenter l'Algérie lors de la Deuxième édition du Festival International de la Culture Aissaoua,, en 2019 à Casablanca.
Il s'est également produit en Tunisie, en Suisse, au Canada, au Pays-Bas...
Aujourd’hui l'artiste cumule plus de 34 ans de carrière. Il a su parfaire sa maîtrise du chant et de la musique andalouse héritée de ses maîtres, en puisant son inspiration dans les enregistrements des chouyoukh tels que Abdelkrim Dali, Redouane Bensari et Samy El Maghribi.

## Discographie
Brahim Hadj Kacem a à son actif 13 enregistrements sonores (K7 & CD’s), et plus de 30 enregistrements pour la Télévision Algérienne.

### Hawzi Leryam - 1993
Première cassette de Brahim Hadj Kacem, produite à Oran aux éditions Bouarfa.
Elle comporte les titres suivants :
1- Laryam 2- Sefat Chemaa 3- Aadebtini 4- Aari aalik ya Mohamed 5- Ya ahadou

### L’espérance de nos traditions (Sokna Amer Bellah) - 1995
Cassette produite à Tlemcen aux éditions SYAL. Elle comporte les titres suivants :
1-Sokna Amer bellah 2- Ya laali moulana 3- Allahouma Sali 4-Li malek mali 5- Bent Bladi

### 1997
Cassette produite à Tlemcen aux éditions S.D.M. Elle comporte les titres suivants :
1- Ahlan wa sahlan 2- Chaba w mesrara 3- Baba w Oumi 4- Allah ya Allah moulana 5- Al fiyachiya (ana mani fiyach) 6- Ya Kaaba ya bit rabi

### 1998
Cassette produite à Tlemcen aux éditions A.V.S.T. Elle comporte les titres suivants :
1- Ya Layem 2- Ya Qalbi nedik 3- Sbart w mazelt nesbar 4- El Boulboul 5- Bdit f nchadi

### Spécial Fêtes - 2001
Album produit à Tlemcen aux éditions Belaid et au studio Nadir Baba Ahmed. Il comporte les titres suivants :
1-La Ilah Ila Llah 2- Ellah Mawlana 3- Bin Maka wal Madina 4- Sidi Boumediene 5- Haya wa Nzourou 6- El Kaoui 7- Ya Lamouima 8- Nass Tahmouni

### Laaroussa - 2003
Album produit à Tlemcen aux éditions Pomaria et studio New Sound (Benkalfat). Il comporte les titres suivants :
1- Laaroussa Mabrouk Aliha 2- Qalb Bat Sali 3- Fnite ouach ma y sabarni 4- Alala ma nabra 5- La Ilah Ila Llah 6- Allah Yallah Moulana 7- Sla w Salem Alik 8- Nebda Kali b ism Allah

### Al Attar - 2004
Album produit à Oran aux éditions Sun House et au studio Nadir Baba Ahmed. Il comporte les titres suivants :
1- Al Attar 2- Ya Rabi Lahnin 3- Qacidat Laaroussa 4- Allah Yallah Moulana 5- Subhanallah Qolha  6- Bismillah bdit f dkar 7- Allah Allah Moulana 8- Sali ya Rabi

### 2005
Album produit à Tlemcen aux éditions Pomaria, production Belaid et au studio Nadir Baba Ahmed. Il comporte les titres suivants :
1- Allah ya Moulana 2-Tal Takhmami fik 3- Zamita 4- El Horm ya Rassoul Lah 5- Tlata zahwa w mraha 6- Ya achak Zine 7- Khroudj Laaroussa 8- Anti Sghira w Msrara

### 2006
Album produit à Tlemcen aux éditions Belaid et au studio Nadir Baba Ahmed. Il comporte les titres suivants :
1- 2- 3- 4- 5- 6- 7-

### 2007
Album produit à Tlemcen aux éditions Belaid et au studio Nadir Baba Ahmed. Il comporte les titres suivants :
1- Layem 2- Had el wahch Aliya 3- Maoufachi Talbi 4- Nar el bin Gdat 5- Yamna Msalat 6- Adokrou Rabi 7- Haya naawlou ya lahbab 8- Allah Allah ya rabi 9- Sla w Salam Alik

### Live Mariage - 2008
Cet album est un enregistrement live d’un mariage qui a eu lieu à en. Il est produit aux éditions Belaid et comporte les titres suivants :
1- Meknassia 2- You El Khemis 3- Yadra ya rabi 4- El Kaoui

### Ya hbib El Qalb - 2009
Album produit à Tlemcen aux éditions Belaid. Il comporte les titres suivants :
1- Ya Hbib El Gualb 2- Lahbib Dyali 3- Hanina 4- Chams El Aachi 5- Bidjah E’tidjani 6- Ya Ellah Ellah 7- La Ilah Ila Llah

### Nouba Sika - 2011
Dans le cadre de Tlemcen Capitale de la Culture Islamique en 2011, il enregistre une Nouba Sika.